# Der zerrissene April
Der zerrissene April (Originaltitel: Prilli i thyer) ist ein im Jahr 1980 auf Albanisch erschienener Roman von Ismail Kadare (1936–2024). Sujet des Buches ist das in Albanien seit hunderten von Jahren verbreitete Gesetz der Blutrache, welches Bestandteil des Kanuns ist.
Die Erstausgabe wurde vom Verlag Naim Frashëri in Tirana publiziert.

## Inhalt
Erzählt wird die Geschichte eines jungen Mannes, Gjorgj Berisha (in der deutschen Übersetzung Gjorg Berisha), aus dem gebirgigen Nordalbanien, der aufgrund der ihn verpflichtenden Blutrache den Mord an seinem Bruder rächen muss. Mit der Familie des Mörders befindet sich seine Familie bereits seit 70 Jahren in einer Fehde, welche durch den Mord an einem Gast seiner Familie durch einen Familienangehörigen der anderen Familie ausgelöst wurde. Der Roman geht auf die Ursprünge und diversen Regeln des Kanuns ein.
In einem zweiten, parallelen Handlungsstrang fährt ein soeben verheiratetes Paar aus bürgerlichen Verhältnissen in Albanien während seiner Hochzeitsreise durch die albanischen Berge. Eine Reise in eine dunkle, triste Welt, bei der sich die Braut Diana immer mehr von ihrem Ehemann, dem Schriftsteller Besian Vorpsi, entfremdet.
In der Mitte des Romans kreuzen sich die Wege des Paares mit Gjorgj. Gjorgj und Diana sind, ohne ein Wort miteinander gewechselt zu haben, von der kurzen Begegnung beeindruckt und halten in der Folge Ausschau nach dem anderen.

## Übersetzung

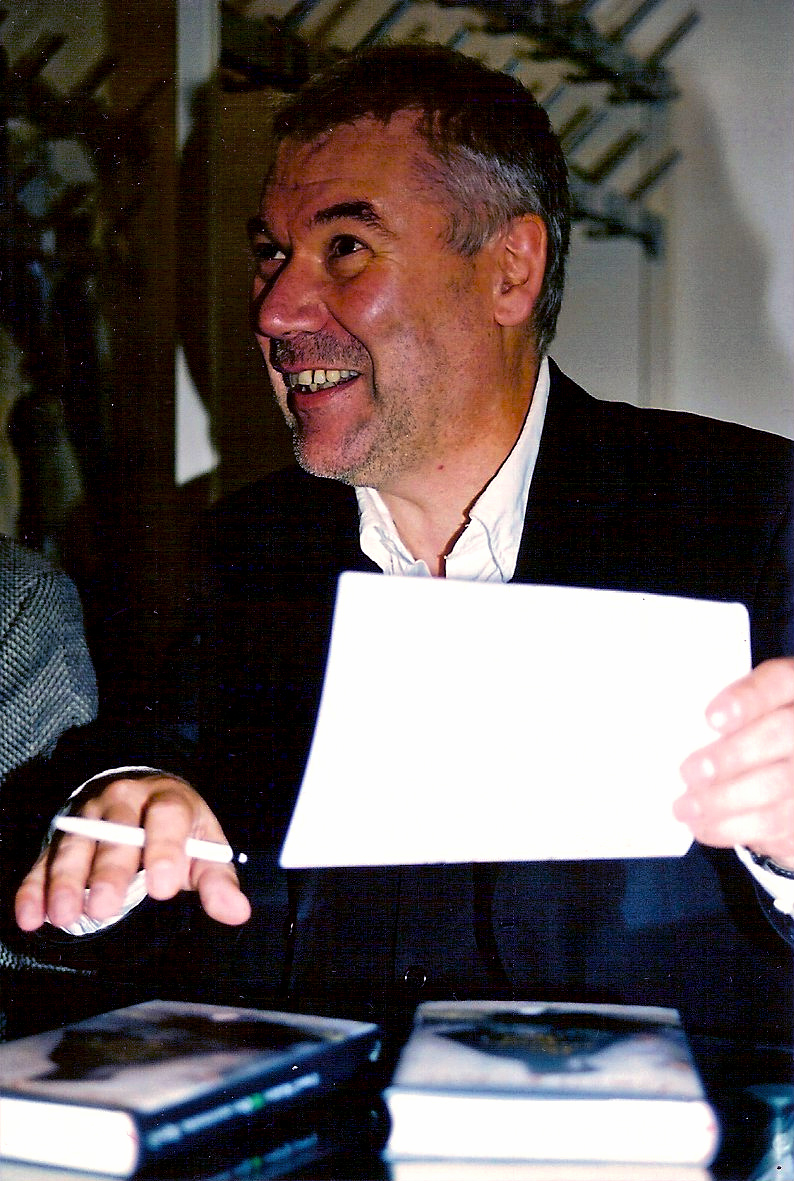
Röhm im Jahr 2001 in Zürich mit Ausgaben von „Der zerrissene April“

Die deutsche Übersetzung stammt von Joachim Röhm.

## Ausgaben
- Ismail Kadare: Der zerrissene April. Residenz-Verlag, Salzburg 1989, ISBN 3-7017-0596-8 (albanisch: Prilli i thyer. Übersetzt von Joachim Röhm).
- Ismail Kadare: Der zerrissene April. Ammann Verlag, Zürich 2001, ISBN 3-250-60040-7 (albanisch: Prilli i thyer. Übersetzt von Joachim Röhm).
- Ismail Kadare: Der zerrissene April. Nr. 15761. Fischer-Taschenbuch-Verlag, Frankfurt am Main 2003, ISBN 3-596-15761-7 (albanisch: Prilli i thyer. Übersetzt von Joachim Röhm).

## Film
Der Film Hinter der Sonne (Originaltitel: Abril Despedaçado) des brasilianischen Regisseurs Walter Salles aus dem Jahr 2001 beruht auf Kadares Roman. Dabei verlegte Salles die Handlung nach Brasilien.